# Holokaust u Nezavisnoj Državi Hrvatskoj
Holokaust u Nezavisnoj Državi Hrvatskoj (NDH) bio je deo šire organizovanog zločina nacističke Nemačke u toku Drugog svetskog rata koji se zasnivao na nacionalsocijalizmu koji je proklamovao potpun i sistematsko fizičko uništenje Jevreja, antisemitsku legislaturu, propagandu, prinudni rad i pljačkanje jevrejske imovine. Holokaust je tako postao univerzalni problem istorije dvadesetog veka, u kome su milioni istrebljeni u raznim ratovima tokom 20. veka, ali samo u okvirima nacionalsocijalizma i Drugog svjetskog rata bio je unapred definisan koncept, a potom objavljena politička odluka o totalnom istrebljenju jednog celokupnog naroda.
Na prostoru Nezavisne Države Hrvatske i okupiraneSrbije Holokaust je bio ogromnih razmera, jer je u njemu život izgubilo blizu 80% pripadnika jevrejske i srpske zajednice, koja je decenijama i vekovima naseljavala prostor Hrvatske, Bosne i Hercegovine i Srbije. Fizičkom uništenju Jevreja i Srba u NDH prethodilo je njihovo potpuno obespravljivanje, prinudni rad, izolacija u logorima i dehumanizacija u sredstvima propagande.
Malobrojni Jevreji, Srbi i Romi koji su uspeli da prežive Holokaust u NDH uglavnom su stupali u Narodnooslobodilački pokret ili Jugoslovensku vojsku u otadžbini, krili se pod lažnim (hrvatskim, često izbegličkim) identitetom ili su uspeli da se prebace na teritoriju pod italijanskom okupacijom, ili unutar NDH, u delove Hrvatske koje je okupirala Italija i, potom, na Apeninsko poluostrvo. Među njima je bio i priličan broj srpskih Jevreja.
Neka istraživanja hrvatskih i stranih autora, ukazuju da je isključivi krivac za Holokaust Jevreja u NDH bio nemački okupator, koji je i uveo antisemitske mere, naložio i organizovao hapšenja Jevreja, osnovao logore i radio na zatiranju tragova zločina. Međutim velika, ako ne podjednaka odgovornost je i ustaškom pokretu i njegovim čelnicima u NDH, ali ne samo u sekundarnim aktivnostima, poput mera evidentiranja i predaje Jevreja nemačkim vlastima, već i u direktnom i aktivnom učešće u antisemitskom genocidu.
Hrvatska jevrejska zajednica, koja je 1941 godine brojala 39.500 članova, zbog katastrofalnih posledica (u kojima je prema proračunu broj stradalih Jevreja u Holokaustu u NDH, bio 29.000 — 31.000), svedena je na samo 20% svog bića, i nije se mogla više obnoviti sve do današnjih dana. Većina predratnih jevrejskih opština nije mogla uopšte nastaviti s radom nakon 1945. godine, većina sinagoga više ne služi svojoj nameni, a i kulturni i sportski život Jevreja je mnogo siromašniji, i gotovo da ne postoje.
Oni koji su planirali Holokaust nad Jevrejima u Hrvatskoj postigli su svoj cilj,ostavljajući novim generacijama hrvatskih Jevreja da ne mogu stresti sa sebe težak teret sećanja na vreme ustaške strahovlade.

## Saznanja i stavovi o holokaustu u Kraljevini Jugoslaviji pre osnivanja NDH
Nakon što je nacistička Nemačka marta 1933. formirala Koncentracioni logor Dahau, iste nedelje jugoslovenska štampa je prenela vest o tome, a ubrzo objavila i fotografiju sa opisom trostruke bodljikave žice oko logora „kroz koju se noću pušta struja”. U napisima je objavljena i funkcija logora — zatvaranja lica „štetnih” po državne interese. 
Iste godine javnost je upoznata i sa činjenicom da se u svakodnevno formirane logore, uz komuniste, primarno zatvaraju Jevreji. Tako je jedan fenomen kakav je Holokaust, koji je po svojoj zločinačkoj prirodi nemerljiv u modernoj istoriji, a koji je višestruko obeležio Dvadeseti vek, bio već u samoj najavi poznat savremenicima, ne samo u Nemačkoj već i širom Evrope, uključujući i Kraljevinu Jugoslaviju.
U hrvatskoj istoriji 30-tih godina 20. veka nije bilo mnogo najava da bi se zločin takvih razmera poput onih Hitlerovih u Nemačkoj mogao dogoditi, jer i pored toga što je u prvoj polovini 20. veka u Hrvatskoj bilo antisemitskih pamfleta i incidenata pa čak i političkih stranaka s antisemitskim tendencijama u ideologiji i programu, antisemitizam nikada nije imao ekstremne forme — pogrome i ubistva — kao, na primer u Rusiji ili Poljskoj. To potvrđuje i list „Židov” (koji je izlazio u Zagrebu nakon Velikog rata), 1934.godine, iznoseći stav... Jugoslavija je i dalje bila zemlja koja je najmanje zatrovana antisemitizmom.
Ustaški pokret, od svoga je osnivanja 1932./3 u svom početku, u osnovi je bio antisrpski jer je širio mržnju uglavnom protiv Srba. Kako su jačale veze ustaša sa njemačkim nacistima i kako je ustaška ideologija po svojim načelima, postajala sve bliža nacističkoj tako su ustaše preuzimale rasističke protivjevrejske teze.
Krajem tridesetih godina u hrvatskoj štampi (poznatoj kao desničarski tisak) su sve učestaliji antisemitski ispadi, a većina njihovih autora se kasnije priključila ustaškom pokretu. Na to je sigurno uticalo jačanje nemačkoga nacizma što je pogodovalo stvaranju antisemitske atmosfere. Reagujući na ovakvo ponašanje Hrvata, Jugoslavenske kraljevske vlasti (na čelu sa vladom Cvetković.Maček) donose prve protivjevrejske zakone — po kojima su:
- na fakultetima uskladili učešće Jevreja u skladu se ukupnim stanovništvom
- trgovina prehrambenim proizvodima naveliko u praksi zabranili firmama koje su bile u jevrejskom vlasništvu ili suvlasništvu.[3]

## Raspad Jugoslavije i osnivanje NDH
Aprilski rat koji je vodila Nacistička Nemačka 1941. godine i postokupacioni režim svoje aktivnosti zasnivao je na podeli Jugoslavije, i na principu „kažnjavanja Srba”. Na ovim principu zasnivala se i okupaciona politika u NDH. Osnivanju kvislinške tvorevine na prostoru Hrvatske, prethodila je podela Jugoslavije i Srbije, koja se zasnivala na stvaranju novostvorenih kvislinškim tvorevinama na prostoru ratom zahvaćene Evrope.
Tako je u cilju onemogućavanja stvaranja jedinstvene Jugoslavije u budućnosti, Nacistička Nemačka na njenoj teritoriji stvorila (pored teritorije koje su bile pripojene pojedinim okupatorima) i nekoliko kvislinških tvorevina:
- Nezavisnu Državu Hrvatsku,
- Komesarsku vladu u Srbiji,
- Konzulat u Ljubljanskoj pokrajini,
- Privremeni administrativni komitet u Crnoj Gori i
- Nacionalističku špitarsku upravu na Kosmet u i delu Makedonije.[6]

U suštini, Nezavisna Država Hrvatska, je nastala kao posledica određenog kompromisa između Nemačke i Italije. Pošto je Vlatko Maček, najpopularniji hrvatski političar tog vremena i vođa Hrvatske seljačke stranke (HSS), odbio da učestvuje u nemačko-italijanskim planovima, postignut je dogovor da se na čelo buduće nove hrvatske države postave Ante Pavelić i njegova ustaška organizacija.
Osnivanje vlade NDH
Nakon što je Pavelić 16. aprila stigao u Zagreb, odmah je formirao prvu vladu NDH. S titulom „poglavnik NDH” sebe je postavio na mesto premijera i ministra spoljnih poslova. Osnivanjem nove države nisu se samo produbila zavisnost Hrvata od sila Osovine — NDH je to morala skupo platiti teritorijalnim ustupcima Italiji, kao i stalnom okupacijom trupa sila Osovine.
Već prvih dana postojanja NDH, ustaški režim je počeo da otkriva svoje pravo lice, jer je u mnogobrojnim pogledima ličio na nacističk (sva državna vlast je prešla u ruke egzekutive, na čelu s poglavnikom i njemu najbližim saradnicima, koji su činili vladu). U poglavnikovim rukama nalazila se celokupna zakonodavna vlast, pošto je zakone donosio u formi uredbi koje su se nazivale „zakonske odredbe”, a sam poglavnik je uživao i ostala diktatorska ovlašćenja.
Nacionalna struktura novoosnovane NDH
Izdvajanje teritorije iz sastava Kraljevine Jugoslavije, koju je činila NDH pokazuje da je broj nastanjenih (prema izvoru iz nemačkog Ministarstva spoljnih poslova, bio 6.285.000 stanovnika (bez navođenja broja Roma). Po nacionalnom sastavu to je ovako izgledao.
- 52,51% Hrvata (3.300.000),
- 30,63% Srba (1.925.000),
- 11,14% Muslimana (700.000),
- 2,39% Nemaca (150.000),
- 1,19% Mađara (75.000),
- 0,54% do 0,64% Jevreja (34.000 do 40.000),
- 0,48% Slovenaca (30.000) i 1,03% čeha i Slovaka (65.000).[тражи се извор]

Struktura Jevreja u novoosnovanoj NDH
Broj Jevreja u NDH je različito procenjivan tako da se u literaturi nalaze podaci koji se kreču od 34.000 do preko 40.000.
Na teritoriji NDH Jevreji nisu bili ravnomerno nastanjeni, tako da ih je
- 61,97% živelo na teritoriji Hrvatske,
- 33,80% na teritoriji Bosne i Hercegovine i
- 4,23% na teritoriji Srema.[тражи се извор]

Dok su manje zajednice Jevreja živele većim gradovima ili manjim mestima u blizini velikih gradova naročito u Sremu, Slavoniji i severozapadnoj Hrvatskoj< najveće jevrejske zajedni u NDH bile su u:
- Zagrebu i neposrednoj okolini, oko 12.000,[тражи се извор]
- Sarajevu 10.500,[тражи се извор]
- Osijeku oko 2.500.[тражи се извор]

## Holokaust u NDH na tekovinama nacionalsocijalizma
Dezintegracijom i podelom Kraljevine Jugoslavije koju su sproveli pobednici nastala je NDH, na prostoru Hrvatske, Bosne i Hercegovine i Srema, a jedno vreme i Raške oblasti, s tim što su Nemačka i Italija odredile svoje zone uticaja i zadržale određene vojne efektive u njima. Sledeći načela i politički program koji su do tada zastupali i koristeći pogodnu antisemitsku atmosferu u Banovini Hrvatskoj, ustaše su objavile niz zakona koji su bili upereni protiv Jevreja, Roma i Srba.
Odmah po formiranju države, sledeći primer nacista od kojih su često primali instrukcije, vlast u Nezavisnoj Državi Hrvatskoj u svojim unapred planiranim planovima za ubijanje Srba dodaje i još oštrije mere protiv Jevreja. Sve je to bilo u potpunosti u skladu sa nemačkim planovima i sastojalo se od tri faze:
- ekskomunikacija,
- koncentracija i
- eksterminacija.

Tako je celokupna unutrašnja politika NDH zasnovana na politici nacionalsocijalističke Nemačke i fašističke Italije, pa je to „ustaške dužnosnike” nateralo da i celo zakonodavstvo prilagode njemačkom, odnosno italijanskom, pa su tako i zakonske odredbe u zakonima NDK temeljile na nacionalno socijalističkoj i rasnoj isključivosti. Tu politiku među prvima je objavio u Zagrebu, 22. aprila 1941. godine novopostavljeni ministar unutrašnjih poslova Andrija Artuković, koji je za Der Deutsche Zeitung ni Kroatien, dao sledeću izjavu u kojoj je naveo da će vlada Nezavisne Države Hrvatske 
Uskoro riješiti židovsko pitanje na isti način kao što ga je riješila njemačka vlada“, i „da će se svom strogošću nadzirati, da se rasni zakon u najskorije vrijeme striktno primijeni.

Početkom maja Ante Pavelić je ponovio svoj stav u sličnoj izjavi za iste novine: 
Židovsko će se pitanje radikalno riješiti prema rasnim i gospodarskim gledištima. 
Odmah po formiranju NDH i uspostavljanju vlasti, sledeći stavove nacionalsocijalizma u Nemačkoj i politički program koji su pristalice ustaštva do tada zastupala, istovremena je pogodna antisemitska atmosfera u Banovini Hrvatskoj, u kojoj su ustaše objavile niz zakona koji su bili upereni protiv Jevreja, Roma i Srba. Time su pravno ozakonili diskriminaciju i teror koji su sprovodili nad njima.
Gotovo od samoga osnivanja ustaške države vlasti su svim svojim potencijalima usmerile na Jevrejsku (i srpsku) imovinu. U tom smislu donesene su posebne „zakonske odredbe” po kojima je jevrejska pokretna i nepokretna imovina proglašena „državnim vlasništvom”. Time je omogućena pljačka u ime države, iza koje se krio i veliki broj zlodela, uz sve otvoreniju podršku, bez želje da da spreče zlodela, jer su ustaše nisu smatrale takva dela „ilegalnim”, i time su podsticale nepravdu.

Najava holokausta realizovana je donošenjem niza rasnih zakona koji su bili upereni protiv Jevreja, ali i Roma.
U periodu od prva dva meseca postojanja vlasti NDH su donele 15 zakonskih odredbi koje su bitno uticale na društveni i ekonomski položaj Jevreja, a zatim i na njihov opstanak na ovom prostoru. Srbi su, kao glavni protivnik u novoformiranoj državi, bili pod udarom antidržavnih zakona, od kojih su pojedini korišćeni i protiv Jevreja.

## Hronologija holokausta u NDH
Hapšenja Jevreja počela su u prvim danima ustaške vlasti. U početku su uzimali samo pojedince, istaknute i uticajne članove jevrejske zajednice. U maju 1941. organizovana su hapšenja širih razmera koja su intenzivirana. Tada su 21. maja 1941. uhapšeni svi članovi zagrebačkoga „Makabija”, što je vodilo u kampanju prema „konačnom rešenju Jevreja”, pod geslom: „U NDH nema mesta za Židove”.

Krajem juna 1941. Pavelić je izdao proglas „Izvanredna zakonska odredba i zapovijedi” da 
Židovi šire lažne vijesti … ometaju i otežavaju opskrbu pučanstva, to se kolektivno smatraju za to odgovornima, i prema tome će se proti njima postupiti i spremati ih povrh kazneno-popravne odgovornosti u zatočenička zbirališta pod vedrim nebom.

To je bio signal da širom NDH započnu masovna hapšenja i deportacije u logore, uključujući žene i decu. Do kraja jula 1941. pohapšeni su Jevreji u Koprivnici, Karlovcu i Varaždinu. Hapšenje su izbegli samo oni koji su se sakrili ili koji su pobegli. U samom Zagrebu u kome je bilo 12.000 Jevreja od njih je ostalo 4.000, a i oni će ubrzo biti upućeni na prisilni rad ili u koncentracioni logor. Varaždin je proglašen prvim gradom „očišćenim” od Jevreja. Zato je Pavelić krajem avgusta 1941. mogao izjaviti da 
…što se tiče Židova … oni će u najkraćem roku biti konačno likvidirani.
Nakon ove Pavelićeve izjave krenulo se u poslednju fazu „rešavanja jevrejskoga pitanja” koju je ustaški režim vrlo pažljivo isplanirao, osnivanjem tridesetak „sabirnih logora” ili „prolaznih radnih logora” na području NDH u razdoblju 1941—1945. godine među kojima su bili značajniji: Kerestinec, Jadovno, Lepoglava, Slano na Pagu, Danica kod Koprivnice, Jastrebarsko, Sisak, Krušćica kod Travnika, Gornja Rijeka-Lobor grad, i dr. Upravu nad logorima imao je Ured IV. Ustaške nadzorne službe, Ustaška obrana U ovim logorima su privremeno smeštani uhapšeni Jevreji, da bi nešto kasnije bili upućeni u koncentracione logore ili logore smrti koji su istovremeno sa ovim logorima bili osnovani.
Logor Danica
Prvi od logora, osnovan u NDH u aprilu 1941. bio je logor Danica, koji je bio smešten oko 3 km od Koprivnice uz put i prugu Koprivnica — Drnje na prostoru i u objektima fabrik hemijskih proizvoda „Danica”. Osnovan je 15. aprila 1941. i a svojoj nameni služio je do 1. septembra 1942. godine.
Prema dostupnim podacima u logoru „Danica” nalazilo se 3.358 logoraša, za koje su utvrđeni lični podaci. Uz 3.095 muškaraca u logoru se nalazila 221 žena i 42 dece. Prema nacionalnoj pripadnosti bilo je: Srba (2.259), zatim Jevreja (600), Hrvata (434), Muslimana (24), Crnogoraca (12), Roma (10), Slovenaca (9), Mađara (5), Ukrajinaca (2), te po jedan Makedonac, Rumun i Rus.
Među prvim zatočenicima logora Danica, bili su Srbi i Jevreji pohapšeni na području Zagreba, Pakraca, i Križevaca. Odmah nakon toga stizali su drugi transporti iz Bjelovara, Karlovca, Sarajeva, Tuzle i drugih mesta.
U logoru je režim bio kao i u ostalim logorima. Zatvorenici su nasilno terani na teške radove, tučeni i zlostavljani na razne načine. Noću su ustaše upadale u barake i mučile zatvorenike. Ubijali su ih bez ikakve krivice, samo zato što su Srbi i Jevreji, a i sam komandant logora Herman ubijao ih je iz revolvera. Hrana je bila slaba, a kako bi nekome porodica donela paket sa hranom, ustaše bi ga, ako su bili raspoloženi primile i pošto bi iz njega uzeli za sebe sve što je najbolje ostatak predavali zatvoreniku. Inače nikome nisu dopuštali približi logoru.
Sistem logora smrti Gospić, Jadovno, Pag
Početkom meseca maja 1941. godine u izolovanoj oblasti oko 20 km od Gospića. osnovani su logori u Gospiću i u Jadovnom na Velebitu kao i logori logori Metajna i Slana na ostrvu Pagu. U njima je bilo zatočeno na hiljade Srba i Jevreja u periodu od 122 dana, od maja do 21. avgusta 1941. godine kada je zbog protesta Italijana, nakon što su saznali za zločine, i sa vojskom zauzeli tu teritoriju. Pod ovim pritiskom oblast u kom su se nalazili logori predata je Kraljevini Italiji i tako postala deo italijanskih zona II i III.

Najgori uslovi u kojima su osnovani logori bili su na ostrvu Pag, koji su prema opisu očevidaca izgledali ovako: 
Samo kamenje i nebo. Slano kamenje. Toliko kameno i toliko slano da ni jedna biljka ne može da se primi, a kamoli da opstane. A ljudi? Ljudi bi mogli, samo im nisu dozvolili. Ni sunce nije bilo na njihovoj strani. Svetli i greje da da život zemlji, a njima je, u tom svirepom kamenjaru, pržilo golu lobanju i žarilo krvave rane vrelim kamenjem kroz poderanu obuću.
Logor Metajni na Pagu je bio isključivo za žene i decu, u kome utvrđen tačan broj žrtava. Na ostrvo Pag, u logore smrti logoraši su dopremani u velikom broju iz sabirnog logora u Gospiću preko Karlobaga, kroz takozvana Velebitska vrata.
U logorima u Metajni i Slanu već u julu 1941. odvijala su se prva masovna streljanja. Prve žrtve bili su Jevreji iz Zagreba, a potom su dovođeni Srbi i Jevreji iz raznih krajeva. Ustaše su ih ubijale klanjem ili bacanjem u jamu u predelu Furnaže. Kao jedan od prvih ustaških logora, logor na Pagu bio je u pravom smislu reči koljačka škola u kojoj su „profesori” bili monstruozni zlikovci. Za nepuna tri meseca postojanja (25. jun 1941 — kraj avgusta 1941) kroz logor Slana je prošlo oko 16.000 zatvorenika. Najveći broj je pobijen (samo u Jadovno na pogubljenje poslano je 3.000 Srba), a manji deo upućen u Jasenovac.
Da bi razrešile ovaj problem sa Italijanima, oko logora na Pagu, kao i time stvoren nedostatka kapaciteta za smeštaj Jevreja i Srba, ustaše su u jesen 1941. godine podigle novi logorski kompleks na području Jasenovca i Stare Gradiške. Ovi logori ostali su u funkciji gotovo do samoga kraja rata. Tamo je ubijena većina Jevreja iz severne Hrvatske i Bosne — njih između 17 i 18.000.
Logor Stara Gradiška
Logor Stara Gradiška, koncentracioni logor i logor smrti tokom Drugog svetskog rata izgrađen je za žene i decu jevrejskog, romskog i srpskog etniciteta. Među žrtvama su bili i antifašistički i komunistički Bošnjaci i Hrvati. Ustanovile su ga ustaše 1941. u zatvoru Staroj Gradiški blizu istoimenog sela kao peti podlogor Jasenovca. Nalazio se istočno od glavnog logora.
Prvi zatvorenici dovedeni su 19. maja 1941. godine. Početkom 1942. iz logora Danice u ovaj logor dovedeno je u približno 600 žena, pa je u okviru logora Stare Gradiške osnovan zaseban logor za žene. U februaru 1942. pobijeno je 1.300 jevrejskih žena i dece, što je bilo prvo masovno pogubljenje u logoru.[traži se izvor] Masovno dovođenje u ovaj logor počelo je posle Bitke na Kozari, kad su zbog priliva novih logoraša osnovana dva pomoćna logora — Jablanac i Mlaka. Tu su dovođeni uhapšenici sa Kozare i Prosare. U logoru nije bilo vode, hrana je bila oskudna, a od tifusa i dizenterije se masovno umiralo. Zbog toga je ustaški komandant logora Ante Vrban naredio da se sva bolesna deca izdvoje, a potom ih je ugušio otrovnim gasom. Na njihova mesta doveo je novu decu; sredinom 1943. iz raznih logora u Staru Gradišku dovedeno je 12.623 dece, [traži se izvor] uglavnom srpske nacionalnosti i starosti do 10 godina. Deo ove dece koji je bio zdrav upućen je u druge logore, a većina je zbog teških uslova života pomrla.

### Stradanje Jevreja po fazama i godinama okupacije
Likvidacija većine Jevreja u dijelu NDH koji je bio pod direktnom nemačkom okupacijom sprovedena je u tri faze.
Prva faza (hapšenja)
U prvoj fazi uhapšeno je nekoliko velikih grupa mladih Jevreja muškog pola, koji su ubrzo pušteni, kako bi se jevrejskoj zajednici povratio osećaj sigurnosti. Progoni i ubijanja Jevreja započeli su u maju 1941. godine, i to je bila prva faza njihove likvidacije koja je trajala do avgusta 1942. godine. Neki Jevreji su ubijeni u napadima i kao taoci, ali većina je odvedena u koncentracione logore u kojima su odmah ubijeni, dok su mnogi drugi umrli od deficitarne ishrane, hladnoće, mukotrpnog rada i bolesti (najviše od pegavog tifusa).
Druga faza (prva deportacija iz NDH)
Nakon nekoliko zahteva NDH avgusta 1942. godine kada su Nemci i ustaše zajedno uhapsili oko 5.000 hrvatskih Jevreja Židova, krenula je deportirali u logore smrti u istočnoj Europi. To je obilježilo drugu fazu uništenja Jevreja u NDH.
Treća vaza (naredne deportacije iz NDH)
Sledeća deportacija Jevreja iz NDH sprovedene su u je u aprilu i maju 1943. godine na zahtev Nemaca, i označava treću fazu uništenja hrvatskih Jevreja.
Oko 2.000 Jevreja, u malim grupama od 20 do 150 ljudi, trebalo je biti poslano u njemačke logore smrti u vagonima priključenima na redovne vozove.
Ustaško redarstvo je obećalo da će uhapsiti njih 1.500, ali je stvarnu uspelo da deportuje u ovoj fazi oko 1.200 Jevreja.
| Jevreji NDH         | 1941.       | %     | 1942.         | %     | 1943        | %    | 1944        | %    | 1945        | %     | Ukupno        |
| ------------------- | ----------- | ----- | ------------- | ----- | ----------- | ---- | ----------- | ---- | ----------- | ----- | ------------- |
| Hrvatska            | 3.504—3.755 | 20,98 | 8.398—9.002   | 50,29 | 1.212—1.300 | 7,26 | 1.597—1.711 | 9,56 | 1.989—2.132 | 11,91 | 16.700—17.900 |
| Bosna i Hercegovina | 1.881—2.000 | 16,95 | 8.221—8.739   | 74,06 | 462 —491    | 4,16 | 234—249     | 2,11 | 302—321     | 2,72  | 11.100—11.800 |
| Srem                | 165—178     | 13,71 | 940—1.018     | 78,32 | 38—42       | 3,19 | 40—44       | 3,37 | 17—18       | 1,41  | 1.200—1.300   |
| Ukupno              | 5.550—5.933 | 19,14 | 17.559—18.759 | 60,53 | 1.712—1.833 | 5,91 | 1.871—2.004 | 6,46 | 2.308—2.471 | 7,97  | 29.000—31.000 |

## Katolička crkva u NDH i njen stav prema holokaustu
Stav Katolička crkva u NDH prema holokaustu bio je povezan sa odnosom Katolička crkve i Vatikana prema nacizmu. Crkva NDH je dugo vreme bila pasivan prema najgorim ispadima državnog terora, jer nije u tom trenutku smatrala potrebnim da se javno izjasni...posebno ako se zna da je nadbiskup Stepinac o nekim problemima mogao odlučiti u skladu s vlastitim stavom i inicijativama, ali da je on ipak bio veran predstavnik i sledbenik Vatikana, pa su tako i njegove odluke bile u skladu sa odlukama Vatikana.
Tek od 1943. godine nešto su brojnije intervencije Crkve, kako nadbiskupa Stepinca tako i Vatikana, koje su ponekad i uspele spasiti kako pojedine Jevreje tako i pojedine Srbe.
Stepinac, kao poglavar Crkve nikada u potpunosti nije osudio ustašku ideologiju, niti režim, niti se distancirao od NDH, jere je to proizlazilo iz njegovog mišljenja da su ustaše ipak katolici i Hrvati, što znači deo njegove pastve te da će ih on kao katolik pokušati uveriti da ne čine zlo.
U osudi komunista, Stepinac je bio puno energičniji nego u osudi ustaških nedela. Između te dve antipatije, nadbiskupova antipatija prema komunizmu je prevagnula, jer je ustašku NDH, po njegovom mišljenju bilo moguće popraviti, ali komunizam ne.
Prema Ivu Goldštajnu „Alojzije Stepinac bio čovjek s mnogo dilema u jednom mučnom vremenu u kojem nije bilo lako naći jasne odgovore, pa ih ni on često nije nalazio.”

## Holokaust u NDH u brojkama
Demografi su utvrdili da je u Kraljevini Jugoslaviji živelo 73.000 Jevreja (bez emigranata koji su se zatekli na teritoriji Jugoslavije, a kojih je bilo između
3.000 i 5.000) što je bilo 0,46% ukupnog stanovništva. Brojnost jevrejske populacije kod istraživača koji su se bavili dokumentima procenjena je između 71.000 i 82.000. Procenjen broj Jevreja koji su preživeli rat kreće se od 8.000 do 16.000.
Izdvajanje teritorije koju je činila NDH pokazuje da je broj nastanjenih Jevreja na njoj, takođe, procenjivan različito kreće od 34.000 do 40.000 tako da su predstavljali 0,54% do 0,64% populacije.
U holokaustu počinjenom nad Jevrejima u Nezavisnoj Državi Hrvatskoj od 1941. do 1945. ubijeno je između 75% i 80% članova jevrejske zajednice na području današnje Hrvatske i Bosne i Hercegovine, tako da je samo svaki peti Jevrej dočekao kraj Drugog svetskog rata 1945. godinu, ili samo nih 9.000 je dočekalo kraj rata. Podaci za pojedina područja su približno jednaki:
- Od 14.000 Jevreja u Bosni i Hercegovini preživelo je samo 4.000 (30%; od 25.000 Jevreja)
- U severnoj Hrvatskoj, Slavoniji i Sremu spašeno je samo 5.000, (oko 20%)
- U Dalmaciji stanje je bilo nešto bolje, jer je u ovoj oblasti živelo samo oko 400 Židova od kojih je 250 preživelo rat.[3]

Prema većini procena, ustaše su ubile otprilike 300.000 ljudi od 1941. do 1945. dok Američki državni, United States Holocaust Memorial Museum u Washington-u, navod sledeći broj žrtava
- 32.000 Jevreja,[34] od kojih su 12.000 do 20.000 ubijeni u Jasenovcu.[35]
- Najmanje 25,000 Roma, ili gotovo cjelokupno romsko stanovništvo NDH.[35]
- Između 320.000 do 340.000 Srba, ili oko 17%, ili svakog šestog Srbina u NDH, sto je nakon Jevreja i Roma procentualno najveće stradanje u Europi tokom Drugog svjetskog rata.[35]

Prema podacima Jewish Virtual Library takođe se navodi likvidacija 32.000 Jevreja u NDH.
Hrvatski demograf Vladimir Žerjavić je 90-tih godina procenio da je broj stradalih na teritoriju NDH:
- 26.000 Jevreja od čega 19.000 istrijebljeni u ustaškim logorima, ostali poslani u nacističke logore
- 16.000 Roma, svi istrijebljeni u ustaškim logorima
- 322.000 Srba, od kojih su oko 78.000 istrebljeni u Jasenovcu i ostalim ustaškim logorima, jamama, itd

Gubicima jevrejske populacije treba pridružiti oko 700 Jevreja koji su stradali kao pripadnici Vojske Kraljevine Jugoslavije ili u partizanskom pokretu koje je predvodila Komunistička partija Jugoslavije. Sa učešćem od svega 0,59% u populaciji NDH oni predstavljaju 5,83% stradalih.
Takođe Jevreji predstavljaju jedinu nacionalnu grupu u NDH kod koje je stradalo više žena nego muškaraca (52,04%).
| Narodi    | Odnos stradanja Jevreja prema većinskim narodima u NDH | Stradanje Jevreja u odnosu na učešće u stanovništvu NDH | Stvarni odnos stradanju Jevreja u NDH |
| --------- | ------------------------------------------------------ | ------------------------------------------------------- | ------------------------------------- |
| Hrvati    | 1:1,75                                                 | 1:89,19                                                 | 50,97:1                               |
| Muslimani | 1:1,33                                                 | 1:18,88                                                 | 13,96:1                               |
| Srbi      | 1:11,40                                                | 1:51,92                                                 | 4,55:1                                |

Jevreji i Romi su, s obzirom na učešće u populaciji, najveće žrtve u NDH. Među stradalim civilima učešće Jevreja je 10 puta veče od njihovog učešća u populaciji NDH…Upoređeni sa Romima, kao drugom manjinskom nacionalnom grupom koja je pretrpela izuzetno velika stradanja, Jevreji imaju odnos u stradanju od 1,20:1, ali s obzirom na njihovu zastupljenost u stanovništvu NDH (1,20:1), stvaran odnos u stradanju dva naroda je 1:1.

## Svedočenja o holokaustu u NDH
Glavni istoričar izraelskog Instituta za obrazovanje, dokumentovanje i istraživanje Holokausta „Šem olam” Gideon Grajf intervjuu Srni ističe: 
da je koncentracioni logor Jasenovac bio „pakao na Zemlji koji su stvorili Hrvati“ …i ističe… konclogor Jasenovac i druga gubilišta iz njegovog „sistema  razlikuju se od ostalih nacističkih logora zato što su mučenja u Jasenovcu bila mnogo monstruoznija nego u Aušvicu i ostalim nacističkim logorima, te i zbog činjenice da u njima nisu učestvovali njemački vojnici. Počinioci zločina uživali su u zvjerstvima i patnjama svojih žrtava i neprestano su razvijali nove načine mučenja i nanošenja boli“ … napominje Grajf i dodaje da u Jasenovcu… „smrt sama po sebi nije bila dovoljna.
Očevidac i izvestilac Hitlerovog Generala von Horstenau-a nakon posete Jasenovcu navodi:
Mi smo sada ušli u koncentracioni logor u pretvorenoj tvornici. Užasni uvjeti. Nekolicina muškaraca, mnogo žena i djece, bez dovoljno odjeće, spava se na kamenoj ploči noću, jauci na daleko, krik i plač. Zapovjednik logora – hulja, ja sam ga ignorirao, ali umjesto tog sam rekao mom ustaškom vodiču: "Ovo je dovoljno da se čovjek ispovraća
A onda najgore od svega: soba uz čije zidove, leži na slami koja je upravo donesena zbog mog pregleda, nešto poput pedesetak gole djece, od kojih polovina mrtvi, a druga polovica umire. Ne treba zaboraviti da su izumitelji koncentracionih logora Britanci za vrijeme Burskog rata. Međutim, ti logori su dostigli svoj vrhunac odvratnosti ovdje u Hrvatskoj, pod Poglavnikom instaliranim od naše strane. Najveće od svih zla mora da je Jasenovac, gdje nijedan običan smrtnik ne smije privirit
Logoraš, Egon Berger, ovako je opisao zverstva počinjena u Jasenovcu, od strane jednog od ustaških komandanta logora, fra Filipović-Majstorovića: "
Svećeniško lice fra Majstorovića, obučenog u elegantno odijelo, našminkanog i napudranog, u zelenom lovačkom šeširu, sa nasladom je posmatralo žrtve. Prišao je djeci, čak ih je i pomilovao po glavi. Društvu se priključio Ljubo Miloš i Ivica Matković. Fra Majstorović reče majkama sada će biti krštenje njihove djece. Oduzeli su majkama djecu, a dijete koje je nosio fra Majstorović u svojoj dječijoj nevinosti milovalo je našminkano lice svoga ubojice. Majke, izbezumljene, uočile su situaciju. Nude svoje živote tražeći milost za mališane. Dvoje djece su metnuli na zemlju, dok je treće bačeno kao lopta u zrak, a fra Majstorović, držeći u ruci bodež okrenut prema gore tri puta je promašio, dok je četvrti put uz šalu i smijeh, dijete ostalo nataknuto na bodež. Majke su se bacale po zemlji čupajući kose a kad su počele strahovito vikati, ustaški stražari 14. osječke satnije odveli su ih i likvidirali. Kad je sve troje djece tako svirepo stradalo, tri dvonožne zvijeri su međusobno davali novac, jer izgleda da su se kladili tko će prije nataknuti dijete na bodež.
Iz izvješća italjanskog poručnika Dr. Stazzi Santo-a o iskopavanju u ustaškom logoru na ostrvu Pagu, na kome je ubijeno 8.000 ljudi, od kojih su 2—3.000 bili Jevreji, a ostali Srbi (italijanska medicinska služba obavila je kratku istragu na području Jadovne, Gospića i ostrva Paga, gde su otkrili dokaze o 12.000 ljudi ubijenih od strane ustaša po tamošnjim logorima i jamama, u leto 1941):
Radili smo metodički uklonit kamenje iz iskopane zemlje…Nakon prvih 5 do 20 cm kopanja, vidjeli smo mnoge ruke, često vezane, bose noge, ponekad s cipelama, glave koje gledaju na gore ili s izloženim vratovima.. Iako smo već navikli na udove i glave koje vire, bilo je nešto neobično u načinu na koji su zakopani …Dokaz da su bili pokopani smrtno- ranjeni, ali još uvijek živi, su bili iskrivljeni položaji i strašni izrazi lica na većini leševa
Pronašli smo čahure strojnica blizu jame, a na mnogim leševima smo mogli vidjeti smrtne rane napravljene bodežima po prsima, leđima i vratu. Obje dojke jedne mlade žene su bile potpuno odsječene oštrim oružjem. U dvije jame smo pronašli smo samo žene i djecu, dok su u drugima muškarci, žene i djeca bili pokopani zajedno. Na taj način smo [iskopali i] spalili 791 leševa … Od tih leševa bilo je: 407 muškaraca, 293 žena, 91 djece u dobi od 5 do 14 godina. Tu je bila i jedna beba od 5 mjeseci
U svedočanstvu mostarskog biskupa Alojzije Mišića, o masovnim ustaškim ubistvima oko Mostara tokom prvih 6 meseci rata, iz pisma poslato nadbiskupu Stepincu 7. novembra 1941. godini zapisano je:
Ljude se hvatalo ko zvjerinje. Klalo, ubijalo – žive u ponor bacalo. Ženske, majke s djecom, odrasle djevojke, djecu žensku i mušku bacali su u jame. Podžupan u Mostaru g.[ospodin] Baljić, javno izgovara, ko činovnik, mora bi da šuti ne da telali, da je u Ljubinju samo u jednu jamu 700 shizmatika [pravoslavca] bačeno. Od Mostara i Čapljine odvezla je željeznica šest punih vagona žena, majka i djevojaka, djece ispod deset godina do stanice Šurmanci, gdje su izvagonirani, odvedeni u brda, žive matere s djecom bacali u duboke propunte. Sve je strmoglavljeno i ubijeno. U župi Klepci iz okolnih sela N. N. 3.700 shizmatika [pravoslavaca} ubijeno je. Jadnici, bili su mirni. Dalje ne nabrajam. Predaleko bih otišao. U samom gradu Mostaru na stotine ih je vezalo, odvodilo izvan grada pa ko živine ubijali